# 19. Feldartillerie-Brigade (Deutsches Kaiserreich)
Die 19. Feldartillerie-Brigade war ein Großverband der Preußischen Armee.

## Geschichte
Im Zuge der Heereserweiterung wurde zum 1. Oktober 1899 die 19. Feldartillerie-Brigade in Oldenburg gebildet. Sie gehörte zur 19. Division des X. Armee-Korps und ihr waren die Feldartillerie-Regimenter Nr. 26 und 62 unterstellt.
Zu Beginn des Ersten Weltkriegs machte die Brigade im Verbund mit der 19. Infanterie-Division mobil, rückte in das neutrale Belgien ein und nahm an der Eroberung von Lüttich sowie an der Schlacht bei Namur teil. Daran schlossen sich Kämpfe in Nordfrankreich an, bevor die Brigade Ende April 1915 an die Ostfront verlegte. Hier war sie mit einer Unterbrechung von September 1915 bis Mai 1916 im Einsatz. Anfang November 1916 kehrte der Großverband erneut an die Westfront zurück und stand in Stellungskämpfen an der Aisne. Ende des Monats schied das Ostfriesische Feldartillerie-Regiment Nr. 62 aus dem Brigadeverband aus. Durch Erlass des Kriegsministeriums wurde zum 16. Februar 1917 aus dem Brigadestab der Artillerie-Kommandeur Nr. 19 gebildet, der die gesamte Artillerie (Feld- und Fußartillerie) der Division verantwortete.
Nach Kriegsende wurde die Brigade 1919 offiziell aufgelöst.

## Kommandeure
| Dienstgrad          | Name                                 | Datum                                                            |
| ------------------- | ------------------------------------ | ---------------------------------------------------------------- |
| Oberst/Generalmajor | Gustav Hoppenstedt                   | 01. Oktober 1899 bis 17. Oktober 1903                            |
| Oberst              | Paul von Zimmermann                  | 18. Oktober 1903 bis 24. April 1904 (mit der Führung beauftragt) |
| Oberst/Generalmajor | Paul von Zimmermann                  | 25. April 1904 bis 19. April 1909                                |
| Oberst              | Eduard von Neukirchen gen. Nyvenheim | 20. April 1909 bis 20. April 1911 (mit der Führung beauftragt)   |
| Generalmajor        | Eduard von Neukirchen gen. Nyvenheim | 21. April 1911 bis 17. Oktober 1913                              |
| Oberst/Generalmajor | Otto Heygster                        | 18. Oktober 1913 bis 19. September 1914                          |
| Oberst/Generalmajor | Rudolf von Napolski                  | 20. September 1914 bis 7. November 1918                          |